# Martin Andersen Nexø
Pour les articles homonymes, voir Andersen.
Martin Andersen Nexø, né à Copenhague le 26 juin 1869 et mort à Dresde le 1er juin 1954, est un écrivain danois.

## Biographie
Issu d'un milieu modeste et d'une famille nombreuse (il est le quatrième de onze enfants), Martin Andersen Nexø est le premier écrivain danois à avoir dépeint le prolétariat dans ses romans. En 1877, sa famille déménage à Nexø, petit village de l'île de Bornholm, dans la mer Baltique. Le futur écrivain y passe une enfance et une jeunesse heureuse : il adoptera le nom de cette localité pour terminer son nom de plume. Il est travailleur en usine pendant quelque temps avant de faire des études dans une université populaire qui lui ouvre une carrière de journaliste.
Au milieu des années 1890, il voyage en Europe méridionale, dont il tire un journal de voyage, Soldage, paru en 1903.
Il publie son premier roman, Skygger, en 1898. Ses deux romans les plus célèbres sont Pelle le Conquérant, publié en quatre volumes de 1906 à 1910, dont les premières parties servent de base au scénario de Pelle le Conquérant (Pelle Erobreren), un film dano-suédois réalisé par Bille August en 1987, et Ditte, enfant des hommes (Ditte Menneskebarn), publié de 1917 à 1921 qui a servi de base au film de même nom réalisé par Bjarne Henning-Jensen (da) et sorti en 1946.
Il a également été membre du Parti communiste du Danemark  et, en 1941, pendant la Seconde Guerre mondiale et l'occupation du Danemark par les nazis, il est arrêté par la police danoise pour cette affiliation. Il s'est installé après la guerre en République démocratique allemande.
Après la guerre, il s'installe à Dresde, en Allemagne de l'Est, où il est fait citoyen d'honneur. Le Martin-Andersen-Nexö-Gymnasium Dresden (en) y est nommé en son honneur et, en 1949, il reçoit un doctorat honorifique de la Faculté des arts de l'université de Greifswald.

## Œuvre

### Romans
- Skygger, 1898
- Det bødes der for, 1899
- En Moder, 1900
- Familien Franck, 1901
- Dryss, 1902
- Pelle Erobreren, 1906–1910 Pelle le Conquérant, traduit par Jacqueline Joly, Paris, Les Éditeurs français réunis, 4 vol., 1954-1955 Pelle le Conquérant, traduit par Jacqueline Lebras, 4 vol., Paris, Messidor, 1998-1990 ; réédition révisée par l'éditeur, 4 vol., Larbey, Gaïa, 2003-2005 ; réédition révisée par l'éditeur, 4 vol., Paris, Seuil, coll. « Points. Roman » nos 1329-1330-1391-1392, 2005
- Ditte Menneskebarn, 1917–1921 [littéralement : Ditte, enfant des hommes] La Longue Peine, traduit par M. Mathieu, Liège, Éditions La Sixaine, 1947
- Midt i en Jærntid, 1929
- Et Lille Kræ, 1932
- Morten hin Røde, 1945
- Den fortabte Generation, 1948
- Jeanette, 1957 (publication posthume)

### Nouvelles et recueils de nouvelles
- En lønningsdag, 1900
- Tyvetøs, 1901
- Kærlighedsbarnet, 1907
- Idioten!, 1909
- Den evige jøde, 1913
- Ulven og fårene, 1915
- Gårdsangeren, 1916
- Livsslaven, 1918
- Dybhavsfisken, 1918
- Dukken, 1918
- Murene, 1918
- Gulduret, 1918
- En Strandvasker, 1918
- Bølgen den blaa, 1918
- Når nøden er størst, 1926

## Adaptations de son œuvre

### Au cinéma
- 1946 : Ditte Menneskebarn, film danois réalisé par Bjarne Henning-Jensen (en)
- 1958 : Der Lotterieschwede, film est-allemand réalisé par Joachim Kunert
- 1987 : Pelle le Conquérant (Pelle Erobreren), film dano-suédois réalisé par Bille August
- 1993 : Dockpojken, film suédois réalisé par Hilda Hellwig

### À la télévision
- 1957 : Die Leute auf Dangaard, téléfilm danois réalisé par Fred Mahr
- 1986 : Pelle Erobreren, téléfilm est-allemand réalisé par Christian Steinke